# Despistaos
Despistaos es una banda española de rock originaria de Guadalajara y fundada en 2002. Inicialmente su sonido estaba fuertemente influido por el típico rock urbano de España pero a partir del segundo disco empiezan a dejar atrás ese sonido inicial y orientarse hacia sonidos más comerciales como el pop punk estadounidense, pop rock, powerpop e incluso rock alternativo.

## Biografía

### Inicios y primeros álbumes
El grupo comenzó su andadura en 2002, siendo sus primeros componentes Daniel Marco Varela (voz) e Isma (bajo). El primero había pasado por grupos alcarreños como Tifón o Zero. Un poco más adelante se une a la banda More (guitarra). 
En 2003 sale a la venta su primer álbum, homónimo, producido por Dani Marco, cargado de canciones de rock urbano. Este disco cuenta con numerosas colaboraciones, entre ellas la de Iker Piedrafita (Dikers). 
Al tiempo que preparan su segundo álbum, se une al grupo José Krespo, y hay un primer cambio en la batería, de Anono por El Canario. ¿Y a ti qué te importa? se lanza al mercado el 14 de junio de 2004, esta vez con menos influencia del rock urbano y con un estilo algo más comercial.
Durante la grabación de su tercer álbum, Lejos, El Canario deja el grupo y entra a formar parte de ellos como batería Íñigo Iribarne (anterior batería de Belén Arjona). Su tercer trabajo salió a la venta en 2006. En éste álbum colaboran Fito Cabrales en Es importante y Albertucho en Migas de Pan.

### Vivir al revés y primer recopilatorio
Su cuarto álbum, Vivir al revés, se publicó en septiembre de 2007. El productor fue Jesús N. Gómez (Joaquín Sabina, Luz Casal, Gabinete Caligari, La Frontera, Álex Ubago...). En el disco hay colaboraciones de Kutxi Romero (Marea), Rulo (La Fuga) o Huecco. De este álbum aparecieron dos sencillos, Cada dos minutos y Los zapatos de un payaso.
La salida de su nuevo CD, Lo que hemos vivido, recopilatorio que incluye nuevas versiones de sus temas más conocidos y algunos nuevos, y cuenta con colaboraciones como las de Kutxi Romero de Marea y Rulo de La Fuga en Cada dos minutos, Dani Martín en Hasta que pase la tormenta, Iker de Dikers en Nada de que hablar, Brigi de Koma en El único espectador, María Villalón y Georgina en El Silencio.
El 12 de diciembre de 2008 reciben el Premio 40 Principales al mejor artista revelación.

### Cuando empieza lo mejor
Tras cinco entregas discográficas y cientos de directos y anécdotas a sus espaldas, la banda alcarreño-madrileña publica su quinto álbum de estudio, Cuando empieza lo mejor con trece nuevas canciones. El disco tiene dos colaboraciones, con Jorge de Maldita Nerea, y Pablo de Lagarto Amarillo.
El 13 de octubre de 2011, el grupo hace uso de nuevas tecnologías para dar su primer concierto a través de internet, en directo. El concierto se retransmite a través de la plataforma on-live "eMe".

### Los días contados
El 7 de febrero de 2012 salió a la venta un CD+DVD en formato acústico con sus canciones más conocidas y dos temas nuevos: Los días contados y Todos para una. En el disco hay colaboraciones de María Villalón y Dani Martín. El videoclip de Los días contados ha sido realizado por Jazz Films, y en él se mezclan imágenes del concierto con una historia protagonizada por Laura Moure, que huye en coche rodeada de luces de neón que recuerdan versos de la canción.

### Las cosas en su sitio
EL 8 de octubre de 2013 salió a la venta el octavo álbum de la banda con el nombre de Las cosas en su sitio llegando a posicionarse en el número 3 del Top de  álbumes en itunes .
Once canciones nuevas más una bonus track versionando a Hombres G. Este álbum está compuesto por los siguientes temas:
- Como antes.
- Hoy.
- Te quedas a mi lado.
- Tras tu escote.
- Kansas City.
- Volveremos.
- Las cosas en su sitio.
- Y tú más perra.
- Niebla.
- El principio del final.
- Echarte de menos.
- Devuélveme a mi chica (bonus track disponible para itunes).

### Descanso indefinido
A finales de 2013 y coincidiendo con la gira de su último disco, Despistaos anuncia el cese de actividad. El grupo explica que el motivo no es nada más y nada menos que el desgaste producido por los últimos años. Más de 500 conciertos y 8 álbumes de estudio merecían un descanso como es debido. Durante este periodo, algunos miembros del grupo deciden embarcarse en nuevos proyectos. Dani Marco lanza su primer disco en solitario llamado Tú acababas de venir de un viaje en el tiempo, José Krespo forma la banda A Por Ella, Ray e Isma funda la Orquesta Corleone. 

### Regreso
En 2016 Despistaos vuelve a los escenarios y prepara una gira con alguna novedad. La más importante es que More e Isma no acompañan al grupo en esta ocasión, quedándose en cuarteto. Pablo Alonso (bajista de Pignoise) sustituye a Isma en el bajo.

## Miembros actuales

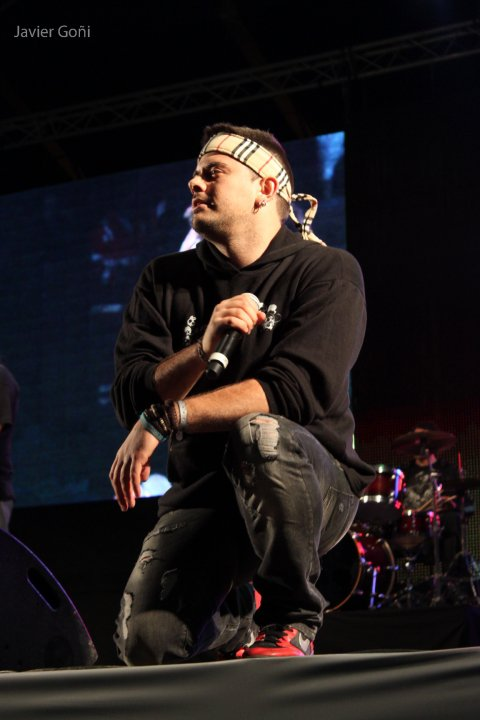
Dani Marco vocalista de Despistaos.

- Daniel Marco Varela (voz y guitarra).
- José Krespo (guitarra solista).
- Lázaro Fernández (batería).
- Alex  (bajo).

## Discografía
| Año       | Álbum                               | Sencillos                                                                                                |
| --------- | ----------------------------------- | --- |
| 2003      | Despistaos                          | Balas de plata                                                                                           |
| 2004      | ¿Y a ti qué te importa?             | Ruido, Estoy aquí, A la luz de tus piernas                                                               |
| 2006      | Lejos                               | 137 horas , Es importante                                                                                |
| 2007      | Vivir al revés                      | Cada dos minutos, Los zapatos de un payaso, Cuando lloras                                                |
| 2008 2021 | Lo que hemos vivido (Recopilatorio) | Física o química, Hasta que pase la tormenta, Embrujada                                                  |
| 2010      | Cuando empieza lo mejor             | Gracias, Desde que nos estamos dejando, Y mírame                                                         |
| 2012      | Los días contados                   | Los días contados, Soportales                                                                            |
| 2013      | Las cosas en su sitio               | Como antes, Hoy, Niebla, Kansas City                                                                     |
| 2018      | Lo contrario de ninguno             | Lo contrario de ninguno, Estamos Enteros, Las cosas se me olvidan                                        |
| 2018      | Vuelve a verme                      | Vuelve a verme, Octavius                                                                                 |
| 2019      | Estamos enteros                     | Mi accidente preferido                                                                                   |
| 2022      | Ilusionismo                         | Cuando te olvides de mi, De colores, Mientras bailas sola, Expertos kamikazes, Cuando aún sabíamos volar |

### Sencillos promocionales
- Ninguna estrella fugaz - 2017